# Pilade (affresco)
Il Pilade è un affresco proveniente da villa Arianna, rinvenuto durante gli scavi archeologici dell'antica Stabia e conservato all'Museo archeologico di Stabia Libero D'Orsi.

## Storia e descrizione
L'affresco risale alla seconda metà del I secolo ed era dipinto su una parete del triclinio di Villa Arianna, la stessa stanza dove è raffigurato l'affresco che dà il nome alla villa: rinvenuto sotto forma di frammenti nel corso degli scavi archeologici voluti da Libero D'Orsi a partire dal 1950, fu, dopo un'accurata ricomposizione, ospitato all'Antiquarium stabiano. Nel 2020 venne spostato nel Museo archeologico di Stabia Libero D'Orsi.
Il personaggio principale dell'affresco è identificato come Pilade e probabilmente sul resto della parete dovevano essere rappresentati gli altri protagonisti della tragedia di Euripide: l'uomo è in una posa eroica, vestito con una clamide ed un braccio dietro la schiena, in quanto prigioniero con le mani legate. Il volto presenta dei lineamenti ben marcati, come naso ed orecchio accentuati e capelli ricci molto folti, anche se corti, così come era di moda durante l'epoca neroniana. Lo sguardo è intenso e la testa, quasi di profilo, ruota verso sinistra, in contrapposizione al resta del corpo, che invece sembra ruotare verso destra: tale posa era una tipologia tipica dell'arte ellenica, ripresa durante l'epoca romana; ai piedi di Pilade è raffigurato un tappeto di fattura orientale.